# Cecilioides aperta
Cecilioides aperta är en snäckart som först beskrevs av William Swainson 1840.  Cecilioides aperta ingår i släktet Cecilioides och familjen Ferrussaciidae. Inga underarter finns listade i Catalogue of Life.